# پزو لی آرژانتین
پزو لی آرژانتین (به انگلیسی: Argentine peso ley) (به زبان بومی: peso ley argentino) با کد ایزوی ARL، یکای پول رایج در کشور آرژانتین است. مسئولیت کنترل این واحد پولی برعهدهٔ بانک مرکزی آرژانتین قرار دارد.